# Coupe d'Angleterre de football 1968-1969
Navigation
Coupe d'Angleterre 1967-1968 Coupe d'Angleterre 1969-1970
La coupe d'Angleterre 1968-1969 est la 88e édition de la FA Cup, la coupe principale dans le football anglais et la plus vieille compétition à élimination directe du monde. L'équipe défendant son titre est West Bromwich Albion, ayant battu Everton à l'occasion de la finale précédente sur le score de 1-0. Manchester City a gagné la compétition pour la quatrième fois en battant Leicester City 1 à 0 lors de la finale à Wembley grâce à un but de Neil Young.
Les matchs sont programmés pour être joués dans le stade de l'équipe choisie en premier lors du tirage au sort à la date spécifique au tour de l'épreuve, à chaque fois un samedi. Certains matchs peuvent être décalés à d'autres jours de la semaine en cas de problèmes météorologique ou si le match est programmé le même jour qu'une autre compétition. Si les deux équipes sont à égalité à la fin des 90 minutes, le match est rejoué dans le stade de l'autre équipe plus tard durant la même semaine. Si les deux équipes ne se sont toujours pas départagée à la fin du deuxième match, 30 minutes de prolongations sont jouées.

## Calendrier de l'épreuve
| Tour                            | Date des matchs          |
| ------------------------------- | ------------------------ |
| Tour préliminaire               | Samedi 7 septembre 1968  |
| Premier tour de qualification   | Samedi 21 septembre 1968 |
| Deuxième tour de qualification  | Samedi 5 octobre 1968    |
| Troisième tour de qualification | Samedi 19 octobre 1968   |
| Quatrième tour de qualification | Samedi 2 novembre 1968   |
| Premier tour                    | Samedi 16 novembre 1968  |
| Deuxième tour                   | Samedi 7 décembre 1968   |
| Troisième tour                  | Samedi 4 janvier 1969    |
| Quatrième tour                  | Samedi 25 janvier 1969   |
| Cinquième tour                  | Samedi 8 février 1969    |
| Sixième tour                    | Samedi 1er mars 1969     |
| Demi-finales                    | Samedi 22 mars 1969      |
| Finale                          | Samedi 26 avril 1969     |

## Premier tour
À ce stade de la compétition, les équipes de troisième et de quatrième divisions rejoignent les clubs de Non-League ayant passés la phase de qualification. Les matchs sont programmés pour être joué le samedi 16 novembre 1968. Dix d'entre eux ont fini sur des matchs nuls et ont ainsi du être rejoué trois à quatre jours plus tard.
| N° Tirage | Équipe à domicile       | Score | Équipe à l'extérieur   | Date             |
| --------- | ----------------------- | ----- | ---------------------- | ---------------- |
| 1         | Chesterfield            | 2–0   | Skelmersdale United    | 16 novembre 1968 |
| 2         | Darlington              | 2–0   | Grimsby Town           | 16 novembre 1968 |
| 3         | Dartford                | 3–1   | Aldershot              | 16 novembre 1968 |
| 4         | Hartlepool              | 1–1   | Rotherdam United       | 16 novembre 1968 |
| Rejoué    | Rotherdam United        | 3–0   | Hartlepool             | 19 novembre 1968 |
| 5         | Barnet                  | 1–1   | Brentwood Town         | 16 novembre 1968 |
| Rejoué    | Brentwood Town          | 1–0   | Barnet                 | 18 novembre 1968 |
| 6         | Grantham                | 2–1   | Chelmsford City        | 16 novembre 1968 |
| 7         | Weymouth                | 2–1   | Yeovil Town            | 16 novembre 1968 |
| 8         | Reading                 | 1–0   | Plymouth Argyle        | 16 novembre 1968 |
| 9         | Macclesfield Town       | 1–3   | Lincoln City           | 16 novembre 1968 |
| 10        | Luton Town              | 6–1   | Ware                   | 16 novembre 1968 |
| 11        | Swindon Town            | 1–0   | Canterbury City        | 16 novembre 1968 |
| 12        | Shrewsbury Town         | 1–1   | Port Vale              | 16 novembre 1968 |
| Rejoué    | Port Vale               | 3–1   | Shrewsbury Town        | 18 novembre 1968 |
| 13        | Doncaster Rovers        | 1–0   | Notts County           | 16 novembre 1968 |
| 14        | Wrexham                 | 4–2   | Oldham Athletic        | 16 novembre 1968 |
| 15        | Tranmere Rovers         | 0–1   | Southport              | 16 novembre 1968 |
| 16        | Stockport County        | 3–0   | Bradford Park Avenue   | 16 novembre 1968 |
| 17        | Oxford City             | 2–3   | Swansea Town           | 16 novembre 1968 |
| 18        | Leytonstone             | 0–1   | Walsall                | 16 novembre 1968 |
| 19        | Bangor City             | 2–3   | Morecambe              | 16 novembre 1968 |
| 20        | Barnsley                | 0–0   | Rochdale               | 16 novembre 1968 |
| Rejoué    | Rochdale                | 0–1   | Barnsley               | 18 novembre 1968 |
| 21        | Brentford               | 2–0   | Woking                 | 16 novembre 1968 |
| 22        | Bristol Rovers          | 3–1   | Peterborough United    | 16 novembre 1968 |
| 23        | Northampton Town        | 3–1   | Margate                | 16 novembre 1968 |
| 24        | Brighton & Hove         | 2–2   | Kidderminster Harriers | 16 novembre 1968 |
| Rejoué    | Kidderminsters Harriers | 0–1   | Brighton & Hove        | 20 novembre 1968 |
| 25        | Bradford City           | 1–2   | Chester                | 16 novembre 1968 |
| 26        | Goole Town              | 1–3   | Barrow                 | 16 novembre 1968 |
| 27        | Altrincham              | 0–1   | Crewe Alexandra        | 16 novembre 1968 |
| 28        | Southend United         | 9–0   | King's Lynn            | 16 novembre 1968 |
| 29        | Exeter City             | 0–0   | Newport County         | 16 novembre 1968 |
| Rejoué    | Newport County          | 1–3   | Exeter City            | 18 novembre 1968 |
| 30        | Mansfield Town          | 4–1   | Tow Law Town           | 16 novembre 1968 |
| 31        | Wealdstone              | 1–1   | St Albans City         | 16 novembre 1968 |
| Rejoué    | St Albans City          | 1–0   | Wealdstone             | 19 novembre 1968 |
| 32        | Cheltenham Town         | 0–4   | Watford                | 16 novembre 1968 |
| 33        | Workington              | 2–0   | Scunthorpe United      | 16 novembre 1968 |
| 34        | Hereford United         | 0–0   | Torquay United         | 16 novembre 1968 |
| Rejoué    | Torquay United          | 4–2   | Hereford United        | 20 novembre 1968 |
| 35        | Bury Town               | 0–0   | Bournemouth            | 16 novembre 1968 |
| Rejoué    | Bournemouth             | 3–0   | Bury Town              | 20 novembre 1968 |
| 36        | South Shields           | 0–6   | York City              | 16 novembre 1968 |
| 37        | Colchester United       | 5–0   | Chesham United         | 16 novembre 1968 |
| 38        | Bilston                 | 1–3   | Halifax Town           | 16 novembre 1968 |
| 39        | Waterlooville           | 1–2   | Kettering Town         | 16 novembre 1968 |
| 40        | Leyton Orient           | 1–1   | Gillingham             | 16 novembre 1968 |
| Rejoué    | Gillingham              | 2–1   | Leyton Orient          | 20 novembre 1968 |

## Deuxième tour
Les matchs sont programmés pour être joué le samedi 7 décembre 1968. Neuf matchs ont dû être rejoués durant la même semaine à cause de matchs nuls.
| N° Tirage | Équipe à domicile | Score | Équipe à l'extérieur | Date             |
| --------- | ----------------- | ----- | -------------------- | ---------------- |
| 1         | Chester           | 1–1   | Lincoln City         | 7 décembre 1968  |
| Rejoué    | Lincoln City      | 2–1   | Chester              | 11 décembre 1968 |
| 2         | Chesterfield      | 2–1   | Wrexham              | 7 décembre 1968  |
| 3         | Darlington        | 0–0   | Barnsley             | 7 décembre 1968  |
| Rejoué    | Barnsley          | 1–0   | Darlington           | 10 décembre 1968 |
| 4         | Bournemouth       | 0–0   | Bristol Rovers       | 7 décembre 1968  |
| Rejoué    | Bristol Rovers    | 1–0   | Bournemouth          | 10 décembre 1968 |
| 5         | Grantham          | 0–2   | Swindon Town         | 7 décembre 1968  |
| 6         | Watford           | 1–0   | Brentford            | 7 décembre 1968  |
| 7         | Weymouth          | 1–1   | Swansea Town         | 7 décembre 1968  |
| Rejoué    | Swansea Town      | 2–0   | Weymouth             | 10 décembre 1968 |
| 8         | Reading           | 0–0   | Torquay United       | 7 décembre 1968  |
| Rejoué    | Torquay United    | 1–2   | Reading              | 11 décembre 1968 |
| 9         | Luton Town        | 3–1   | Gillingham           | 7 décembre 1968  |
| 10        | Doncaster Rovers  | 2–1   | Southport            | 7 décembre 1968  |
| 11        | Stockport County  | 2–0   | Barrow               | 7 décembre 1968  |
| 12        | Brighton & Hove   | 1–2   | Northampton Town     | 7 décembre 1968  |
| 13        | Southend United   | 10–1  | Brentwood Town       | 7 décembre 1968  |
| 14        | St Albans City    | 1–1   | Walsall              | 7 décembre 1968  |
| Rejoué    | Walsall           | 3–1   | St Albans City       | 10 décembre 1968 |
| 15        | Port Vale         | 0–0   | Workington           | 7 décembre 1968  |
| Rejoué    | Workington        | 1–2   | Port Vale            | 11 décembre 1968 |
| 16        | Halifax Town      | 1–1   | Crewe Alexandra      | 7 décembre 1968  |
| Rejoué    | Crewe Alexandra   | 1–3   | Halifax Town         | 11 décembre 1968 |
| 17        | York City         | 2–0   | Morecambe            | 7 décembre 1968  |
| 18        | Kettering Town    | 5–0   | Dartford             | 7 décembre 1968  |
| 19        | Rotherdam United  | 2–2   | Mansfield town       | 7 décembre 1968  |
| Rejoué    | Mansfield Town    | 1–0   | Rotherdam United     | 9 décembre 1968  |
| 20        | Colchester United | 0–1   | Exeter City          | 7 décembre 1968  |

## Troisième tour
Les 44 équipes de première et deuxième divisions entrent dans la compétition à ce stage. Les matchs sont prévus pour le samedi 4 janvier 1969. Sept matchs ont dû être rejoués.
| N° Tirage | Équipe à domicile    | Score | Équipe à l'extérieur    | Date           |
| --------- | -------------------- | ----- | ----------------------- | -------------- |
| 1         | Burnley              | 3–1   | Derby County            | 4 janvier 1969 |
| 2         | Bury                 | 1–2   | Huddersfield Town       | 4 janvier 1969 |
| 3         | Liverpool            | 2–0   | Doncaster Rovers        | 4 janvier 1969 |
| 4         | Preston North End    | 3–0   | Nottingham Forest       | 4 janvier 1969 |
| 5         | Watford              | 2–0   | Port Vale               | 4 janvier 1969 |
| 6         | Walsall              | 0–1   | Tottenham Hotspur       | 4 janvier 1969 |
| 7         | Blackburn Rovers     | 2–0   | Stockport County        | 4 janvier 1969 |
| 8         | Aston Villa          | 2–1   | Queens Park Rangers     | 4 janvier 1969 |
| 9         | Sheffield Wednesday  | 1–1   | Leeds United            | 4 janvier 1969 |
| Rejoué    | Leeds United         | 1–3   | Sheffield Wednesday     | 8 janvier 1969 |
| 10        | Bolton Wanderers     | 2–1   | Northampton Town        | 4 janvier 1969 |
| 11        | Middlesbrough        | 1–1   | Millwall                | 4 janvier 1969 |
| Rejoué    | Millwall             | 1–0   | Middlesbrough           | 6 janvier 1969 |
| 12        | West Bromwich Albion | 3–0   | Norwich City            | 4 janvier 1969 |
| 13        | Sunderland           | 1–4   | Fulham                  | 4 janvier 1969 |
| 14        | Everton              | 2–1   | Ipswich Town            | 4 janvier 1969 |
| 15        | Swindon Town         | 0–2   | Southend United         | 4 janvier 1969 |
| 16        | Newcastle United     | 4–0   | Reading                 | 4 janvier 1969 |
| 17        | Manchester City      | 1–0   | Luton Town              | 4 janvier 1969 |
| 18        | Barnsley             | 1–1   | Leicester City          | 4 janvier 1969 |
| Rejoué    | Leicester            | 2–1   | Barnsley                | 8 janvier 1969 |
| 19        | Blackburn Rovers     | 1–1   | Kettering Town          | 4 janvier 1969 |
| Rejoué    | Kattering Town       | 1–2   | Blackburn Rovers        | 8 janvier 1969 |
| 20        | Coventry City        | 3–1   | Blackpool               | 4 janvier 1969 |
| 21        | Portsmouth           | 3–0   | Chesterfield            | 4 janvier 1969 |
| 22        | West Ham United      | 3–2   | Bristol City            | 4 janvier 1969 |
| 23        | Hull City            | 1–3   | Wolverhampton Wanderers | 4 janvier 1969 |
| 24        | Chelsea              | 2–0   | Carlisle United         | 4 janvier 1969 |
| 25        | Exeter City          | 1–3   | Manchester United       | 4 janvier 1969 |
| 26        | Mansfield Town       | 2–1   | Sheffield United        | 4 janvier 1969 |
| 27        | Cardiff City         | 0–0   | Arsenal                 | 4 janvier 1969 |
| Rejoué    | Arsenal              | 2–0   | Cardiff City            | 7 janvier 1969 |
| 28        | Swansea Town         | 0–1   | Halifax Town            | 4 janvier 1969 |
| 29        | Charlton Athletic    | 0–0   | Crystal Palace          | 4 janvier 1969 |
| Rejoué    | Crystal Palace       | 0–2   | Charlton Athletic       | 8 janvier 1969 |
| 30        | York City            | 0–2   | Stoke City              | 4 janvier 1969 |
| 31        | Birmingham City      | 2–1   | Lincoln City            | 4 janvier 1969 |
| 32        | Oxford United        | 1–1   | Southampton             | 4 janvier 1969 |
| Replay    | Southampton          | 2–0   | Oxford United           | 8 janvier 1969 |

## Quatrième tour
Les matchs sont programmés pour être joué le samedi 25 janvier 1969. Six matchs ont dû être rejoués.
| N° Tirage | Équipe à domicile   | Score | Équipe à l'extérieur    | Date            |
| --------- | ------------------- | ----- | ----------------------- | --------------- |
| 1         | Liverpool           | 2–1   | Burnley                 | 25 janvier 1969 |
| 2         | Preston North End   | 0–0   | Chelsea                 | 25 janvier 1969 |
| Rejoué    | Chelsea             | 2–1   | Preston North End       | 3 février 1969  |
| 3         | Southampton         | 2–2   | Aston Villa             | 25 janvier 1969 |
| Rejoué    | Aston Villa         | 2–1   | Southampton             | 29 janvier 1969 |
| 4         | Black Burn Rovers   | 4–0   | Portsmouth              | 25 janvier 1969 |
| 5         | Sheffield Wednesday | 2–2   | Birmingham City         | 25 janvier 1969 |
| Rejoué    | Birmingham City     | 2–1   | Sheffield Wednesday     | 28 janvier 1969 |
| 6         | Bolton Wanderers    | 1–2   | Bristol Rovers          | 25 janvier 1969 |
| 7         | Everton             | 2–0   | Coventry City           | 25 janvier 1969 |
| 8         | Newcastle United    | 0–0   | Manchester City         | 25 janvier 1969 |
| Rejoué    | Manchester City     | 2–0   | Newcastle United        | 29 janvier 1969 |
| 9         | Tottenham Hotspur   | 2–1   | Wolverhampton Wanderers | 25 janvier 1969 |
| 10        | Fulham              | 1–2   | West Bromwich Albion    | 25 janvier 1969 |
| 11        | Manchester United   | 1–1   | Watford                 | 25 janvier 1969 |
| Rejoué    | Watford             | 0–2   | Manchester United       | 3 février 1969  |
| 12        | Millwall            | 0–1   | Leicester City          | 25 janvier 1969 |
| 13        | Huddersfield Town   | 0–2   | West Ham United         | 25 janvier 1969 |
| 14        | Mansfield Town      | 2–1   | Southend United         | 25 janvier 1969 |
| 15        | Arsenal             | 2–0   | Charlton Athletic       | 25 janvier 1969 |
| 16        | Stoke City          | 1–1   | Halifax Town            | 25 janvier 1969 |
| Rejoué    | Halifax Town        | 0–3   | Stoke City              | 28 janvier 1969 |

## Cinquième tour
Les matchs sont programmés pour être joué le samedi 8 février 1969. Pour la première fois de l'histoire de la FA Cup, tous les matchs ont dû être déplacés à divers dates à cause d'importantes chutes de neige à travers tout le pays. La plupart ont pu avoir lieu le mercredi suivant (dont un devant être rejoué), mais le dernier match entre Leicester City et Liverpool n'a pas pu être joué avant le 1er mars et a requis d'être rejoué pour cause de match nul.
| N° Tirage | Équipe à domicile    | Score | Équipe à l'extérieur | Date            |
| --------- | -------------------- | ----- | -------------------- | --------------- |
| 1         | Leicester City       | 0–0   | Liverpool            | 1er mars 1969   |
| Rejoué    | Liverpool            | 0–1   | Leicester City       | 3 mars 1969     |
| 2         | Blackburn Rovers     | 1–4   | Manchester City      | 24 février 1969 |
| 3         | West Bromwich Albion | 1–0   | Arsenal              | 12 février 1969 |
| 4         | Everton              | 1–0   | Bristol Rovers       | 12 février 1969 |
| 5         | Tottenham Hotspur    | 3–2   | Aston Villa          | 12 février 1969 |
| 6         | Chelsea              | 3–2   | Stoke City           | 12 février 1969 |
| 7         | Mansfield Town       | 3–0   | West Ham United      | 26 février 1969 |
| 8         | Birmingham City      | 2–2   | Manchester United    | 11 février 1969 |
| Rejoué    | Manchester United    | 6–2   | Birmingham City      | 24 février 1969 |

## Sixième tour
Les quarts de finale sont programmés pour être joué le 1er mars 1969, mais, en raison du retard du cinquième tour, Leicester City n'a pas pu jouer son match avant le 8 mars. Il n'y a pas eu de match à rejouer.
| N° Tirage | Équipe à domicile | Score | Équipe à l'extérieur | Date          |
| --------- | ----------------- | ----- | -------------------- | ------------- |
| 1         | Manchester City   | 1–0   | Tottenham Hotspur    | 1er mars 1969 |
| 2         | Manchester United | 0–1   | Everton              | 1er mars 1969 |
| 3         | Chelsea           | 1–2   | West Bromwich Albion | 1er mars 1969 |
| 4         | Mansfield Town    | 0–1   | Leicester City       | 8 mars 1969   |

## Demi-finale
Les demi-finales sont jouées les samedis 22 et 29 mars 1969.
| 22 mars 1969 | Manchester City | 1 - 0   | Everton |                                                 |                                                 |
| 15h00 BST    | Booth 87e       | (0 - 0) |         | Villa Park, Birmingham Arbitrage : W.G. Handley | Villa Park, Birmingham Arbitrage : W.G. Handley |
| 15h00 BST    | Rapport         |         |         | Villa Park, Birmingham Arbitrage : W.G. Handley | Villa Park, Birmingham Arbitrage : W.G. Handley |

| 29 mars 1969 | Leicester City | 1 - 0   | West Bromwich Albion |                                                 |                                                 |
| 15h00 BST    | Clarke 86e     | (0 - 0) |                      | Hillsborough, Sheffield Arbitrage : Ray Tinkler | Hillsborough, Sheffield Arbitrage : Ray Tinkler |
| 15h00 BST    | Rapport        |         |                      | Hillsborough, Sheffield Arbitrage : Ray Tinkler | Hillsborough, Sheffield Arbitrage : Ray Tinkler |

## Finale
La finale de la FA Cup 1968-1969 se déroule à Wembley entre Manchester City et Leicester City le samedi 26 avril 1969. Le match se termine sur le score de 1 à 0 et Manchester City devient l'avant dernière équipe entièrement composée de joueurs anglais à gagner la FA Cup, derrière West Ham United en 1975.
| 26 avril 1969 | Manchester City | 1 – 0   | Leicester City | Wembley, Londres                                |                                                 |
| 15h00 BST     | Young 24e       | (1 – 0) |                | Spectateurs : 100 000 Arbitrage : George McCabe | Spectateurs : 100 000 Arbitrage : George McCabe |
| 15h00 BST     | Rapport         |         |                | Spectateurs : 100 000 Arbitrage : George McCabe | Spectateurs : 100 000 Arbitrage : George McCabe |

| Manchester City | Leicester · City |

| MANCHESTER CITY : |    |                |
|                   |    |                |
| Gardien de but    | 1  | Harry Dowd     |
|                   | 2  | Tony Book      |
|                   | 3  | Glyn Pardoe    |
|                   | 4  | Mike Doyle     |
|                   | 5  | Tommy Booth    |
|                   | 6  | Alan Oakes     |
|                   | 7  | Mike Summerbee |
|                   | 8  | Colin Bell     |
|                   | 9  | Francis Lee    |
|                   | 10 | Neil Young     |
|                   | 11 | Tony Coleman   |
| Remplaçants :     |    |                |
|                   | 12 | David Connor   |
| Entraîneur :      |    |                |
| Joe Mercer        |    |                |

| LEICESTER CITY : |    |                 |     |
|                  |    |                 |     |
| Gardien de but   | 1  | Peter Shilton   |     |
|                  | 2  | Peter Rodrigues |     |
|                  | 3  | David Nish      |     |
|                  | 4  | Bobby Roberts   |     |
|                  | 5  | Alan Woollett   |     |
|                  | 6  | Graham Cross    |     |
|                  | 7  | Rodney Fern     |     |
|                  | 8  | Dave Gibson     |     |
|                  | 9  | Andy Lochhead   |     |
|                  | 10 | Allan Clarke    |     |
|                  | 11 | Len Glover      | 70e |
| Remplaçants :    |    |                 |     |
| Gardien de but   | 12 | Malcolm Manley  | 70e |
| Entraîneur :     |    |                 |     |
| Frank O'Farrell  |    |                 |     |

### Générales
- FA Cup 1968-1969 sur Soccerbase.
- Résultats de la FA Cup 1968-1969 sur Footballsite.

### Autres
1. ↑  (en) "History of The FA Cup"
2. ↑  (en) FA Cup Final 1968, fa-cupfinals.co.uk
3. ↑  (en) The Times Archive, Londres : Times Newspapers Ltd, 10 février 1969